# MAME
MAME (anteriormente um acrônimo de Multiple Arcade Machine Emulator) é um software destinado a emular fielmente os jogos eletrônicos conhecidos como "arcades", também chamados no Brasil de "fliperamas".

## O que é
MAME significa Multiple Arcade Machine Emulator - Emulador de Múltiplas Máquinas de Arcade, em português. Quando usado em conjunto com arquivos de dados de um jogo (ROMs), o MAME irá reproduzir, mais ou menos fielmente, o jogo em um PC. O MAME pode emular mais de 8.000 jogos clássicos dos arcades dos anos 70, 80, 90 e 2000.
As imagens de ROM que o MAME utiliza são "descarregadas" de chips de ROM das placas de circuito impresso dos jogos. O MAME então se torna o hardware para os jogos, tomando o lugar de suas CPUs e chips de suporte originais. Portanto, esses jogos não são simulações, mas sim os verdadeiros jogos que apareceram nos arcades.
O propósito do MAME é emular fielmente as máquinas de arcade para fins educativos e de preservação. Enquanto a tecnologia dos jogos avança, o MAME impede que esses jogos sejam esquecidos e perdidos.
Existe ainda uma política proposta pelo desenvolvedor (e expressa no readme.txt que vem junto com o aplicativo) de que somente jogos com mais de 3 anos de mercado possam ser adicionados à lista de compatibilidade do MAME. Isso, segundo ele, evita que o emulador concorra diretamente com as empresas desenvolvedoras dos jogos (uma vez que os jogos são fáceis de se conseguir na Internet).

## História
No dia 24 de dezembro de 1996, Nicola Salmoria começou a fazer um emulador para vários hardwares que mais tarde, em 1997, juntou em um só programa, batizado de Multi Arcade Machine Emulator - Emulador de Múltiplas Máquinas de Arcade, em português. Sua primeira versão oficial saiu no dia 5 de fevereiro de 1997 às 23:32 (+0100). Usando um driver de arquitetura portável e modular com uma filosofia de código aberto (open source), o MAME cresceu em proporções imensas.
Com isso, qualquer pessoa que tenha um conhecimento específico em software, pode editar o MAME.
Hoje existem dezenas de versões deste emulador, que vai desde sistema modificados para DOS à versões para WINDOWS32.

## Plataformas suportadas
Existem versões do MAME para IBM PC (DOS e Win32), Linux e Mac OS. Qualquer uma delas é compilada especificamente para a sua plataforma, sem necessidade de emulação de sistema operativo. Além dessas, o MAME é convertido para outras plataformas, geralmente com alguma defasagem em relação às versões principais:
- OS/2
- QNX
- Amiga
- BeOS
- Symbian
- Xbox
- Dreamcast

## Ficheiros extra
São suportados pelo emulador alguns "ficheiros" ("arquivos" no Brasil) extras de extensão *.INI ou *.DAT.

### *.INI
Ficheiros *.INI são utilizados nas categorias dos jogos, para uma melhor organização, exemplos:
- Catlist Ficheiro de categorias
- NPlayers.INI Jogos organizados por número de jogadores

### *.DAT
Ficheiros *.DAT são ficheiros com informações extras que são mostradas na janela do MAME, exemplos:
- MAMEinfo.DAT Informações técnicas a respeito dos jogos e o progresso da compatibilidade desses no MAME
- History.DAT História dos jogos
- Cheat.DAT Ficheiro de "aldrabices" ("trapaças" no Brasil) para os jogos (Pugsy's)

## Softwares relacionados
Existem programas que têm por função fazer a gestão dos ROMs do MAME. Que permitem remover ROMs que deixaram de ser usadas, e alterar aquelas que tenham sofrido modificações.
- ClrMamePro
- RomCenter

Além desses, outros programas têm por função simplificar a utilização da versão em prompt do MAME, conhecidos como front-ends, interfaces gráficas para uma mais fácil utilização do software.
- QMC2
- Emu Loader
- EasyMame
- Turbo MAME
- MAME Classic